# 王秀红
王秀红（1945年11月—），女，汉族，河北沧县人，中华人民共和国政治人物，中国共产党党员，曾任最高人民法院副部级审判委员会专职委员、二级大法官，第十一届全国政协委员。

## 生平
2007年12月，被授予中华人民共和国二级大法官。
2008年，当选第十一届全国政协委员，代表社会科学界，分入第三十二组。并担任社会和法制委员会专委。
2010年10月28日第十一届全国人民代表大会常务委员会第十七次会议上，免去王秀红的最高人民法院审判委员会委员、审判员职务。